# Mimosa pachecensis
Mimosa pachecensis är en ärtväxtart som beskrevs av Spencer Le Marchant Moore. Mimosa pachecensis ingår i släktet mimosor, och familjen ärtväxter. Inga underarter finns listade i Catalogue of Life.